# Vittorio Cuccuini Nannelli
Vittorio Cuccuini Nannelli (Firenze, 1862 – Punta Arenas, 30 giugno 1906) è stato un artigiano italiano.

il simbolo della Croce Rossa

Emigrato in Cile, è considerato il fondatore della Croce Rossa Cilena. Originario della Toscana, lasciò la sua terra natale nel 1889 con sua moglie Virginia e due figli, per raggiungere l'Argentina. Dopo essersi spostato in diverse località argentine, raggiunse l'Uruguay ed infine il Cile, dove si stabilì nella città di Punta Arenas, nella regione delle Magellane, dove trovò una numerosa comunità di connazionali emigrati. In questa città stabilì un'attività di sarto e si inserì completamente nella società cilena. All'età di quarantuno anni ebbe l'idea di fondare un'associazione di mutuo soccorso per le persone meno abbienti e soprattutto per i numerosi italiani che continuavano ad affluire nella città.
Insieme ad altri cittadini cileni ed alcuni immigrati che accolsero la sua idea, diede vita il 18 dicembre 1903 al "Cuerpo de Salvavidas y Guardias de Propiedad", considerato antesignano dell'odierna Croce Rossa Cilena.
Il Corpo era una sorta di milizia composta di volontari, che si occupava di assistenza alla popolazione e di vigilare in difesa dei cittadini e di cui Vittorio Cuccuini Nannelli venne proclamato Capitano.
La volontà del suo fondatore era però di orientare l'associazione verso la pubblica assistenza e istituì il primo servizio di trasporto infermi della città e del paese.

Vittorio Cuccuini Nannelli morì la notte del 30 giugno 1906 colto da un colpo apoplettico durante le ricerche di una donna dispersa a causa di una tormenta di neve.
Davanti alla storica sede della filiale di Punta Arenas della Croce Rossa Cilena è stato eretto un busto in sua memoria.